# Fox Sports (Brasil)
Fox Sports Brasil foi uma rede brasileira de canais de televisão por assinatura com foco em conteúdo esportivo. Estreou no país em 5 de fevereiro de 2012, com o Fox Sports 1. Um segundo canal, o Fox Sports 2, foi lançado em 24 de janeiro de 2014.
A marca chegou ao Brasil com os direitos de transmissão de alguns eventos esportivos importantes, como a Copa Libertadores da América. Em 2012, o Fox Sports chegou a ser o segundo canal de esportes mais assistido no horário nobre da TV paga brasileira, ficando apenas atrás do SporTV. O canal transmitiu a Copa do Mundo FIFA nas edições de 2014 e 2018, com ampla cobertura e em alta definição.
Com a aquisição da 21st Century Fox pela Disney, houve um processo de conversão dos canais da marca para a ESPN. O canal Fox Sports 1 passou a se chamar ESPN4 em janeiro de 2022, e a marca Fox Sports foi extinta no Brasil em 15 de fevereiro de 2024, com a conversão do Fox Sports 2 para ESPN5.

## História

### Antecedentes
O Fox Sports já estava presente em quase todos os países da América do Sul, América do Norte, América Central e Caribe, exceto na Guiana, Suriname e Guiana Francesa, e há muito tempo visava integrar também o mercado brasileiro. O canal só pôde ser lançado no país após a compra da participação majoritária da Fox Pan American Sports, que pertencia a HM Capital Partners.
Com a suposta compra ou "parceria" do canal BandSports, pertencente ao Grupo Bandeirantes de Comunicação, o Fox Sports iria deter os direitos de transmissão dos Jogos Olímpicos de Verão de 2012, de inverno de 2014 e da Copa do Mundo de 2014, mas em contrapartida, a Band perderia os direitos de transmissão do Campeonato Brasileiro de Futebol de 2012 que são pertencentes a Rede Globo. Meses após a notícia, Paulo Saad, executivo do Grupo Bandeirantes, anunciou que o grupo não iria vender o canal.
Outra controvérsia do canal é que em suas transmissões são ditos os nomes originais das competições, fato que não ocorre em outros canais. Um exemplo claro é utilizar Barclays Premier League e não somente Premier League. Não se sabe se o canal tem contrato de naming rights com as ligas, mas estranha o fato de que outros canais que mostram as competições não dizem o nome das marcas.

### Primeiro ano

#### Contratações, primeiros eventos, pré-estreia e estreia
O canal adquiriu os direitos dos seguintes eventos: Copa Sul-Americana, Copa Libertadores da América, Campeonato Inglês, ATP e NASCAR. No final de janeiro de 2012, a Fox comprou os direitos do Campeonato Italiano por três temporadas, que antes pertencia à ESPN Brasil.
Na equipe, os primeiros membros foram os narradores João Guilherme, vindo do SporTV e Marco de Vargas, vindo da RBS TV e os comentaristas Victorino Chermont e José Ilan. Também foram contratados Hamilton Rodrigues, vindo do portal Terra, Carlos Eugênio Simon, ex-árbitro de futebol que assumiu o posto de comentarista, Rodrigo Bueno, (ex-ESPN Brasil), Eduardo Elias (ex-VJ da MTV Brasil), Eder Reis (ex-RedeTV!), Renata Cordeiro (ex-RecordTV), os atores Erich Pelitz e Tammy Di Calafiori, então na primeira experiência como apresentadores de TV e André Cavalcante como repórter.
A primeira pré-estreia do canal aconteceu na noite de 25 de janeiro de 2012, com a transmissão, através de um pool entre os canais FX e Speed, da partida entre Internacional de Porto Alegre e Once Caldas de Manizales. O jogo foi narrado por Marco de Vargas, comentado por Paulo Júlio Clement e Carlos Eugênio Simon e reportado por Fernando Caetano e Vitorino Chermont. Durante a transmissão, os selos laterais que identificavam os canais que transmitiam a partida se transformavam no selo do Fox Sports, o que indicava que a transmissão foi produzida pela equipe do canal. Durante os intervalos das partidas, exibiram-se as primeiras chamadas do canal.
A segunda e última pré-estreia aconteceu no dia 1º de fevereiro de 2012, com a transmissão do jogo entre Flamengo e Real Potosí, que foi realizada no Engenhão. O jogo teve a narração de João Guilherme. Em seguida, foi exibido, na íntegra, o VT da segunda partida entre Internacional e Once Caldas, em Manizales, com Marco de Vargas, José Ilan e Flávio Winick.
Antecipadamente em 3 de fevereiro, foi anunciado que o canal seria transmitido pela Nossa TV do missionário R.R. Soares.
O canal estreou às 10 horas do dia 5 de fevereiro de 2012, disponível para as operadoras TVN, Nossa TV, Cabotelecom, Claro TV e Oi TV. Estes dois últimos lançados como canais de testes após um dia do seu lançamento. Dois dias depois, a operadora de TV a cabo RCA de Teresópolis, no interior do Rio de Janeiro, adicionou o canal na sua grade, no canal 58. A operadora TCM de Mossoró, Rio Grande do Norte também adicionou o canal com a mesma numeração. Após 7 dias, o canal começou a ser disponibilizado pelas operadoras: CTBC TV no canal 465, Telefônica TV Digital (atualmente Vivo TV) no canal 465 e pela Oi TV canal 520. Antecipadamente pelo Twitter, a TTD anunciou que o canal seria adicionado no dia 14, mas a mensagem foi apagada e novamente divulgado só que para o dia seguinte (15). Um dia após a Fibra TV adicionou o canal na numeração 50 e a GVT TV no canal 53.
A primeira transmissão foi de uma partida de futevôlei: o Desafio Fox Sports de Futevôlei, na praia de Copacabana. aonde os jogadores disputavam o título de "Rei da Rede".
A Libertadores 2012 foi a primeira competição exibida pelo canal, mas com pouca experiência foram cometidos vários erros. No jogo Internacional x The Strongest o áudio do canal ficou atrasado em relação a imagem. Em muitos jogos vazou o áudio da Fox Sports América Latina. A partida entre Fluminense e Arsenal exibido no dia 7 de fevereiro de 2012 foi transmitido no novo canal e no canal Speed.
Após este jogo transmitido pelo Speed, a Fox decidiu que não faria mais a transmissão pelos canais do grupo a não ser o Fox Sports. Todavia, dias depois o canal transmitiu o jogo do Corinthians e o canal FX o jogo do Fluminense.
No dia 14 de março o canal estreou na SKY, substituindo o canal Speed no canal 28 e, no mesmo dia, passou a transmitir os jogos da Copa Libertadores da América de 2012. No dia 27 de março de 2012 o canal entra na NET, nas numerações 554 em HD e 97 SD. O primeiro jogo a ser transmitido foi entre Olimpia e Flamengo exibido no dia da estreia. A Claro TV trocou o canal Speed pelo Fox Sports, no dia 28 de março. Dias depois, a operadora anunciou que o canal estaria disponível em formato high-definition no canal 550.
Em 12 de abril a SKY trocou a numeração do canal para 27. Em 26 de abril de 2012 o canal Fox Sports em HD foi adicionado a programação da SKY no canal 227.
No dia 1 de novembro de 2012, a emissora anunciou a contratação do polêmico jornalista Renato Maurício Prado, que era do SporTV e saiu após discussão ao vivo com Galvão Bueno.

### 2013 – Novas competições e contratações
No dia 5 de fevereiro, dia em que completou 1 ano de transmissões, a emissora anunciou a contratação do locutor Gustavo Villani, que era contratado da ESPN Brasil. Em março de 2013, Emilim Schmitz deixou a emissora, e para seu lugar, anunciou Marina Ferrari, que estava na TV Bandeirantes. Para o jornalismo, especificamente para redação e coordenação, foram contratados entre outros Rogério Olmo (ex-Record), Rogério Micheletti (ex-Band, Record, site Terceiro Tempo, Diário Popular e Jovem Pan), Helô Campanholo (ex-Record, Band, Gazeta) e Marcelo Carloto (ex-Record e ESPN).
Em 2013, mostrou a Copa do Brasil e os mesmos jogos transmitidos pela Rede Globo Local na quarta e domingo do Campeonato Brasileiro, numa parceria com o SporTV, no qual passou a este alguns jogos das Copas Libertadores da América e Sul-Americana. Em troca, a emissora recebeu da Rede Globo o sublicenciamento dos direitos de transmissão da Copa do Mundo FIFA 2014 e dos Jogos Olímpicos de 2016 realizados no Brasil.[carece de fontes?]
No 4 de dezembro, o canal acertou a contratação de Fábio Sormani, comentarista da Jovem Pan FM São Paulo, Sua estreia foi no Fox Sports Rádio no canal Fox Sports 2.
No dia 19 de dezembro de 2013, o canal comprou os direitos do basquetebol universitário norte-americano da National Collegiate Athletic Association (NCAA). O canal teria direito de exibir ao vivo os mesmos jogos mostrados pela Fox nos Estados Unidos. A aquisição da Fox daria o direito de transmitir importantes jogos (não os mais importantes, que seguem na ESPN Brasil). Em março, na fase final, todos os jogos poderiam ser transmitidos, o que garantiria exibições ao vivo no Fox Sports 2 em várias horas de vários dias, como já ocorre com ESPN Brasil e BandSports nessa época do ano.

### 2014 – Segundo canal e Copa do Mundo FIFA
No dia 21 de janeiro de 2014, a emissora anunciou o lançamento do Fox Sports 2 e apresentou suas contratações para o novo canal. Os nomes foram Benjamin Back, Osvaldo Pascoal, Flávio Gomes, Mauro Beting, Paulo Roberto Falcão, Paulo Bonfá, Lívia Nepomuceno, Mauricio Borges (Mano) e Fábio Sormani. O canal foi oficialmente lançado no dia 24 de janeiro, às 07:00 da manhã com o programa Visão Fox, apresentado por Eduardo Elias e tendo como convidados vários profissionais para falar sobre o novo canal.
No dia 6 de fevereiro, o canal acertou com mais dois reforços: Cadu Cortez, jornalista da TV Cultura, que chegou para narrar jogos no canal, e a apresentadora Paula Varejão, ex-Esporte Interativo. No dia 18 de fevereiro, o canal contratou mais dois repórteres: Diego Bertozzi e do Ricardo Lay.
No dia 1 de abril, o canal confirmou a aquisição dos direitos da Major League Baseball, Com isso o canal passou a ter direito de exibir 3 jogos ao vivo por semana, um jogo na sexta, sempre no horário da Costa Oeste, e a uma rodada dupla no sábado, que deve ser a mesma transmitida pelo canal Fox Sports 1 nos Estados Unidos.
Entre junho e julho de 2014, o canal transmite a Copa do Mundo FIFA realizada no Brasil.
Ainda em 2014, o Fox Sports transmitiu alguns eventos de PPV do Bellator MMA, mas a partir de 2015 a transmissão passou a ser exclusiva, tirando os direitos do Esporte Interativo.
No dia 17 de setembro, O Fox Sports Latino Americano fechou um contrato válido por 5 anos com a WWE, O contrato valia também para países como México, Brasil, Argentina, Colombia, Chile, Paraguai e Uruguai. Com o acordo o Fox Sports teria direitos de transmitir o WWE NXT, WWE RAW, WWE SmackDown, WWE Total Divas e eventos de Pay-Per-View pelo Fox Play.
No dia 8 de dezembro, o canal contratou Paulo Vinícius Coelho, principal comentarista da ESPN Brasil.

### 2015
Em 2 de fevereiro, os canais Fox Sports, tanto no Brasil como na América Latina ganham novas vinhetas e identidade visual. O Central Fox ganha uma tela em "L", para informações e a participação dos telespectadores.
No dia 25 de março, contrata o narrador Nivaldo Prieto, ex-Band.
Nesse ano, o canal mostrou o Campeonato Alemão de Futebol, Supercopa da Alemanha e os playoffs de rebaixamento. O acordo entre a Fox e a Deutsche Fußball Liga abrangeu 80 países. Num contrato válido por 5 temporadas na América e na Ásia, e por 2 temporadas na Europa. Com isso, a partir da temporada 2015/2016, a ESPN Brasil não mostrou mais o Campeonato Alemão de Futebol para o Brasil com exclusividade. Em junho de 2015, o Fox Sports sublicenciou os direitos do Campeonato Alemão para a ESPN Brasil.
Em julho, o canal anunciou a transmissão do Campeonato Espanhol e a UEFA Europa League, competições que a ESPN Brasil tinha exclusividade e sublicenciou ao Fox Sports Brasil, além do Campeonato Belga e da Liga Escocesa, ambas com exclusividade.

### 2016
Em 16 de fevereiro, anuncia a contratação do narrador Deva Pascovicci, ex-CBN e ex-SporTV. No dia 22 de fevereiro, foi anunciada a contratação do ex-Rádio Bandeirantes, Leandro Quesada.
Em 11 de julho, o Central Fox estreia um novo cenário, com telões interativos e inaugura a nova sede dos canais Fox Sports no Brasil, na Barra da Tijuca, zona oeste do Rio de Janeiro. No dia 25, os outros programas da casa também ganham novos cenários, agora na nova sede.
Entre 5 e 21 de agosto, o canal transmitiu os Jogos Olímpicos de Verão de 2016, sendo a única vez que o canal transmitiu o evento.
No dia 9 de setembro, foi confirmada a contratação do comentarista e ex-jogador Edmundo, que trabalhava na Band.
Em 7 de novembro, o canal contrata o repórter e apresentador Gustavo Ribeirão, ex-Bradesco Esportes FM.[carece de fontes?]
Na madrugada de 28 para 29 de novembro, o canal perde seis profissionais no acidente do Voo LaMia 2933, que seguia para a Colômbia, onde o canal faria a cobertura da final da Copa Sul-Americana daquele ano. No dia 30, data da partida, o canal ficou de luto durante o horário que seria realizada a final, em forma de luto.

### 2017-2019 – Recomeço e venda para a Disney
Em janeiro de 2017, foram contratados novos jornalistas para substituírem aqueles que haviam falecido no desastre aéreo do avião da Chapecoense, no dia 29 de novembro de 2016. Os novos membros foram: o narrador Silva Junior (ex-Rádio Globo e Tropical FM, e que já tinha trabalhado no canal), o comentarista José Eduardo Savóia (que concilia com a Rádio Transamérica) e o repórter Felipe Facincani, ex-Rádio Bandeirantes. Porém, em 3 de fevereiro, Cadu Cortez saiu do canal, ficando exclusivo da TV Cultura.[carece de fontes?]
Em 5 de fevereiro, os canais ficaram uma semana fora da grade da Sky – assim como outros canais da Fox – sendo o Fox Sports substituído pelo ESPN+ e o Fox Sports 2 pelos canais ESPN Extra, em SD, e TLC, em HD. Em 11 de fevereiro, a programadora anuncia a renovação de contrato com a operadora e os canais retornam no lugar dos canais ESPN+, ESPN Extra e TLC.
Em março de 2017, veio o repórter Thiago Esteves, que saiu da Bradesco Esportes FM. Em abril, vieram três novos reforços: o repórter Bruno Laurence, ex-Band e TV Globo, onde ficou por 13 anos, o ex-goleiro Jakson Follmann, sobrevivente da tragédia com o avião da Chapecoense e a ex-árbitra assistente Nadine Bastos, para serem comentaristas de goleiros e arbitragem, respectivamente.[carece de fontes?]
Em junho de 2017, as gêmeas do nado sincronizado, Bia e Branca Feres, foram contratadas para apresentarem ao lado de Bruno Laurence o Fox Sports Show, que voltou a grade após 2 anos, mas com a saída de Bruno do canal, as duas passaram a ancorar sozinhas. Elas também passaram a apresentar, desde 1 de julho, o Fox Workout-Dia de Treino.[carece de fontes?]
Em 15 de fevereiro de 2018, foram anunciadas as contratações do narrador Téo José, que havia saído recentemente da Band, e de Vanessa Riche, ex-SporTV. Porém, houve a saída de Gustavo Villani, que foi para o SporTV.
Em 27 de abril de 2018, é confirmada a contratação do repórter e apresentador Abel Neto ex-Globo. e em 22 de maio de 2018, Jô Soares assina contrato para ser comentarista do canal na Copa do Mundo da Rússia.[carece de fontes?]

#### Venda para a Disney
Em 14 de dezembro de 2017, após rumores de uma possível venda, a The Walt Disney Company (que é dona de rede de esporte ESPN) anunciou sua intenção de adquirir a 21st Century Fox qui inclui os canais Fox Sports por 52,4 bilhões de dólares após a separação de certas empresas, aguardando uma aprovação regulatória. Em 23 de maio de 2018, "USA Today" informou que a Comcast planejava fazer ofertas maiores do que a da Disney com uma oferta em dinheiro de aproximadamente $60 bilhões de dólares, que foi aumentada para 65 bilhões em dinheiro em 13 de junho, oferecendo aos acionistas da Fox $35 por ação e "100% das ações que a empresa deixou para trás após o acordo" (relacionado à New Fox). A Comcast espera que a Disney aumente sua oferta e inclua dinheiro como parte do acordo. Mas em 19 de julho de 2018, a Comcast anunciou oficialmente que estava deixando sua oferta sobre os ativos da Fox, para se concentrar em sua oferta pela Sky. Em 27 de julho de 2018, acionistas da Disney e Fox aprovaram a fusão entre as duas empresas. Em 29 de agosto de 2018, os canais brasileiros da Fox iriam se dissolver dentro de sete anos após a compra da Disney, aguardando a aprovação do Conselho Administrativo de Defesa Econômica (CADE). Em 21 de novembro de 2018, a Disney esperava obter aprovação do CADE, dentro de duas semanas. O Tribunal Brasileiro tinha sua última sessão de 2018 marcada para 5 de dezembro e não se reuniria novamente até janeiro de 2019. Uma decisão bem-sucedida poderia ser apelada por terceiros, e o CADE teria até 18 de março para emitir uma decisão inicial sobre o negócio.
Em fevereiro de 2019, na continuidade do processo da fusão, a Disney estaria disposta a vender o canal no Brasil. Segundo informações do portal jurídico Jota, o CADE chegou a ser consultado sobre uma possível compra por algumas empresas: Viacom, RedeTV!, Record, SBT, Band, Sony, Simba, Turner, Discovery e DAZN, além da Fox Corporation. Em 27 de fevereiro de 2019, o Fox Sports Brasil foi colocado à venda, que foi aprovada pelo CADE por 4 votos a 2. A Disney bateu o martelo sobre o assunto para que sua fusão com a Fox fosse aceita em território brasileiro pelo CADE. Como o grupo Disney já é dono da ESPN no Brasil, ter outra emissora de esporte no país poderia configurar monopólio.

### 2020-2024 – Fusão com a ESPN Brasil e extinção
Em 25 de fevereiro de 2020, a emissora anuncia a contratação do jornalista Mauro Naves.
Em 6 de maio de 2020, o Cade anunciou a fusão do Fox Sports com a ESPN. Pelo acordo estabelecido, os canais Fox Sports permaneceriam no ar até 1º de janeiro de 2022. Durante esse período, nenhum funcionário poderia ser demitido, bem como haveria a manutenção dos direitos de transmissão de competições, dentre eles a Libertadores da América, cujos eventos poderão ser compartilhados com a ESPN e vice-versa. Após esse período, a marca poderia ser devolvida ou vendida para outros donos e toda a estrutura da Fox Sports (sede, funcionários e direitos de transmissão) ficaria sob posse da emissora da Disney. Como parte da fusão, ao longo do mês de maio a emissora fez alterações na sua programação para que não houvesse conflito de seus programas e transmissões com os da ESPN (agora irmã de grupo) buscando dar diversidade maior de programação. Em 12 de junho, a emissora levou ao ar a última edição do Central Fox, noticiário principal da emissora que foi extinto para que não houvesse conflito com o SportsCenter da ESPN, dando lugar a eventos esportivos. Já no dia 14 do mesmo mês, começou o compartilhamento de profissionais das duas emissoras que passaram a participar dos programas e transmissões das mesmas. O primeiro programa nesse esquema foi o A Última Palavra que contou com a participação do comentarista Paulo Calçade, da ESPN.
Em dezembro de 2020, é anunciado que o prédio onde era localizado o canal, localizado na Barra da Tijuca, na Zona Oeste no Rio de Janeiro, seria desativado e colocado à venda e o canal passaria a ser operado no mesmo prédio dos canais ESPN, que ficam no bairro do Sumaré em São Paulo.
No dia 11 de janeiro de 2021, é anunciado o fim das exibições de todos os programas inéditos da emissora, causando a demissão de 150 funcionários do canal. Com isso, o canal passa a exibir apenas reprises de eventos esportivos, além das transmissões ao vivo desses. Os últimos eventos transmitidos inéditos transmitidos no canal durante essa fase foram as rodadas finais da Copa Libertadores da América de 2020, a Copa do Nordeste de Futebol de 2021, as rodadas da MotoGP, Premier League de 2020–21, La Liga de 2020–21, Liga Europa da UEFA de 2020–21, Campeonato Argentino de Futebol de 2020–21 – Primeira Divisão e Primeira Liga de 2020–21 e as rodadas da NFL.
Em 12 de novembro de 2021, foi anunciado que o canal principal passaria a se chamar ESPN4 a partir de janeiro de 2022. Já o Fox Sports 2 continuaria com a nomenclatura atual devido ao contrato que a Disney tem com a CONMEBOL para transmitir a Copa Libertadores. Em 17 de janeiro, como parte do anunciado ao fim de 2021, o canal Fox Sports "1" (que formalmente era somente Fox Sports), foi renomeado para ESPN4, enquanto o Fox Sports 2 foi elevado a canal principal ate o final da Copa Libertadores da América de 2022. Os perfis em redes sociais da Fox Sports foram renomeados para SportsCenterBR, evocando o principal noticiário da ESPN.
Em 20 de outubro de 2023, a Disney anuncia a extinção do canal após dois anos exibindo apenas reprises de eventos esportivos dos canais ESPN, inicialmente em janeiro de 2024, com o sinal sendo substituído pela ESPN5 nas operadoras em que ainda estava presente. A emissora deveria deixar de existir após a decisão da Libertadores de 2022 por conta do cumprimento do acordo firmado em maio de 2020 com o Cade, mas ainda permaneceu no ar por algum tempo. O canal foi desativado no dia 15 de fevereiro de 2024 por volta das 9h, concluindo o processo de transição para a ESPN. O último programa a ser exibido foi uma reprise do UEFA Europa League & Conference League Magazine.

## Controvérsias

### Negociações e entrada nas operadoras
Anteriormente à sua fundação, o próprio canal disse que as negociações estariam em aberto, mas ainda não confirmavam entrada em nenhuma operadora.
Ao contrário do que havia se noticiado, a FOX estaria cobrando preços menores às operadoras inferiores e oferecendo descontos e as maiores dobrando o preço, com isso sofrendo com o alto preço e com incentivo da inserção do canal nas operadoras pelos usuários. O presidente da SKY, Luiz Eduardo Baptista, chegou a comentar que "A Fox quer cobrar vinte vezes mais o Fox Sports em relação ao que custa o Speed. E isso eles não divulgam nas redes sociais", dizendo pelo incentivo de futuros telespectadores nas redes sociais pela inserção do canal.
Na transmissão da chamada do Fox Sports nos canais da Fox, a operadora Sky trocou a chamada original do canal por uma mixagem de propagandas da operadora. Em resposta a seus clientes pelas redes sociais, pediu que os solicitados entrassem em contato com a Fox Sports e pedissem que os jogos da Libertadores fossem exibidos no canal FX, já que o canal é disponível na grade da operadora.
Pela não inserção do canal nos pacotes da Sky e NET que são parceiras da Globosat, o canal provavelmente iria fazer uma queixa ao Conselho Administrativo de Defesa Econômica (CADE). Depois a Sky noticiou que não iria fazer queixa contra o canal. [carece de fontes?]
O colunista Lauro Jardim, afirmou antes da sua estreia que o canal havia fechado negociações com a Oi TV e GVT TV e em estágio avançado com a Telefônica TV Digital (Vivo TV), cobrando apenas R$ 1,50 por cada assinatura, o valor era igual ao que o canal ESPN cobrava. A Claro TV já teria fechado com o canal, mas este ainda não aparecia na grade da operadora. O canal já estaria em negociações com as operadoras e que precisaria de mais tempo para acertar.
Segundo notícia publicada no "TV Esporte Blog", hospedado pelo site Yahoo!, a Claro TV já havia assinado o contrato mas havia uma cláusula contratual aonde condicionava à entrada da NET e SKY. No dia 12 de março, a SKY fecha o contrato com o canal, que entrou na mesma semana. Em 20 de março de 2012 a coluna "Outro Canal" do jornal Folha de S.Paulo comentou que o canal poderia ser exibido pela NET muito em breve, já que as partes já haviam se entendido e o acordo já estava adiantado.
Com o segundo canal, lançado em 2014, houve também problemas para adição nas operadoras. O canal só estreou para as operadoras filiadas à associação NeoTV.

## Slogans
- 2012–2020: Torcemos juntos!
- 2016–2017: Sempre juntos
- 2020–2022: ESPN e Fox Sports: juntos na torcida[110]
- 2022: #JuntosnaTorcida